# 孙吴城区街道
孙吴城区街道，是中华人民共和国黑龙江省黑河市孙吴县下辖的一个乡镇级行政单位。

## 行政区划
孙吴城区街道下辖以下地区：
建华社区、光明社区、新华社区、商茂社区、永兴社区和铁北社区。